# Jakub Piątek
Pour les articles homonymes, voir Piatek.
Pas d'image ? Cliquez ici
Jakub Piątek, né le 20 mars 1991 à Lublin est un pilote polonais de rallye-raid et de motocross.

## Palmarès

### Résultats au Rallye Dakar
- 2015 :  Ab

### Autres Rallyes
- Rallye des Pharaons en 2015: Vainqueur